# Nesolestes elisabethae
Nesolestes elisabethae är en trollsländeart som beskrevs av Maurits Anne Lieftinck 1965. Nesolestes elisabethae ingår i släktet Nesolestes och familjen Megapodagrionidae. Inga underarter finns listade i Catalogue of Life.